# Integral de Euler
En matemáticas, hay dos tipos de integral de Euler:
1. La integral de Euler de primer orden es la función de beta
{\displaystyle \mathrm {\mathrm {B} } (x,y)=\int _{0}^{1}t^{x-1}(1-t)^{y-1}\,dt={\frac {\Gamma (x)\Gamma (y)}{\Gamma (x+y)}}}
2. La integral de Euler de segundo orden es el función gamma
{\displaystyle \Gamma (z)=\int _{0}^{\infty }t^{z-1}\,\mathrm {e} ^{-t}\,dt}
Para enteros positivos {\displaystyle m} y {\displaystyle n}, las dos integrales pueden ser expresadas en términos de factoriales y coeficientes binomiales:
{\displaystyle \mathrm {B} (n,m)={\frac {(n-1)!(m-1)!}{(n+m-1)!}}={\frac {n+m}{nm{\binom {n+m}{n}}}}=\left({\frac {1}{n}}+{\frac {1}{m}}\right){\frac {1}{\binom {n+m}{n}}}}
{\displaystyle \Gamma (n)=(n-1)!}